# Alcis amoenaria
Alcis amoenaria là một loài bướm đêm trong họ Geometridae.